# آلو تیکی
آلو تیکی که با نام‌های آلو کی تیکا، آلو کی تیکی یا آلو تیکی نیز شناخته می‌شود، میان‌وعده‌ای است که از شبه قاره هند سرچشمه می‌گیرد. در دستور هندی، پاکستانی و بنگلادشی از سیب زمینی آب‌پز، نخود فرنگی و انواع ادویه کاری تهیه می‌شود. آلو در زبان هندی اردو به معنای سیب زمینی است و تیکی یک مدل کتلت کوچک یا کروکت است. این غذا را به صورت گرم همراه با سس چتنی، تمر هندی و گشنیز و نعناع و گاهی داهی (نوعی ماست) یا نخود سرو می‌شود.
این میان‌وعده کاملاً گیاهی است و معادلی برای هش براون آمریکایی است.

## انواع
به دلیل پراکندگی جغرافیایی گسترده مردم هند در سراسر جهان، تعداد زیادی تنوع در این غذا وجود دارد.
در بمبئی، یک نسخه محبوب آلو تیکی با کاری تند و چاتنی‌های مختلف سرو می‌شود. به آن راگدا پتیس می‌گویند و در غرفه‌های مختلف فروشگاه‌ها در سراسر شهر و به ویژه در ساحل چاوپاتی فروخته می‌شود. آلو تیکی در این منطقه عمدتاً از ادویه‌های محلی مانند زردچوبه تهیه می‌شود، در حالی که در بنگلور بیشتر از گشنیز استفاده می‌شود.
در بریتانیا، تیکی سبزیجات در پیشخوان‌های اغذیه فروشی مغازه‌های مختلف موجود است.
برخی از دبه‌های هند شمالی یا غذاخوری‌های کافه‌دار، آلو را در داخل نان می‌پزند.